# Gurij Nikitin
Gurij Nikitin (in russo: Гурий Никитин; Kostroma, 1620 – Kostroma, 1691) è stato un pittore russo.
Lavorò soprattutto in pitture murali e affreschi, ma produsse anche icone su tavola, e disegnò diverse stampe.
Fu a capo della Confraternita dei pittori della città di Kostroma, fino alla sua morte. 

## Biografia
Attivo già da giovane nella bottega di famiglia, lavora ben presto con la cittadina Confraternita dei pittori, che lo porta soprattutto a Mosca, dove nel 1653 sembra partecipare alla decorazione della Chiesa della Trinità di Nikitniki e nel 1659-60 alla Cattedrale dell'Arcangelo Michele.
Diventa presto uno dei pittori più reputati della sua epoca, tanto che nel 1668 le zar l'incarica di dipingere un'icona della Vergine Odigitria da offrire al patriarca d'Antiochia Macario III. Nel 1678 è presentato dal pittore Simon Pimen Fëdorovič Ušakov come pittore da retribuire mensilmente da Tesoro pubblico.
Nikitin consacrò gli ultimi dieci anni della sua vita alla realizzazione di affreschi per la Chiesa del Profeta Elia a Jaroslavl' (1680—81), per la Cattedrale della Trinità del Monastero Ipat'ev di Kostroma (1685) e alla Cattedrale della Trasfigurazione del Monastero di Sant'Eutimio a Suzdal' (1689). 
La quantità di affreschi realizzati per chiese fra il 1670 e il 1690 è incredibile. Le chiese sono totalmente dipinte con soggetti religiosi e temi biblici che ricoprono volte, cupole e pareti su 7, 8 livelli. Fonte d'ispirazione fu anche la Bibbia figurata dell'olandese Claes Jansz Visscher, ricca di 277 iconografie, che furono mirabilmente reinterpretate dagli artisti russi.

## Opere
Affreschi:

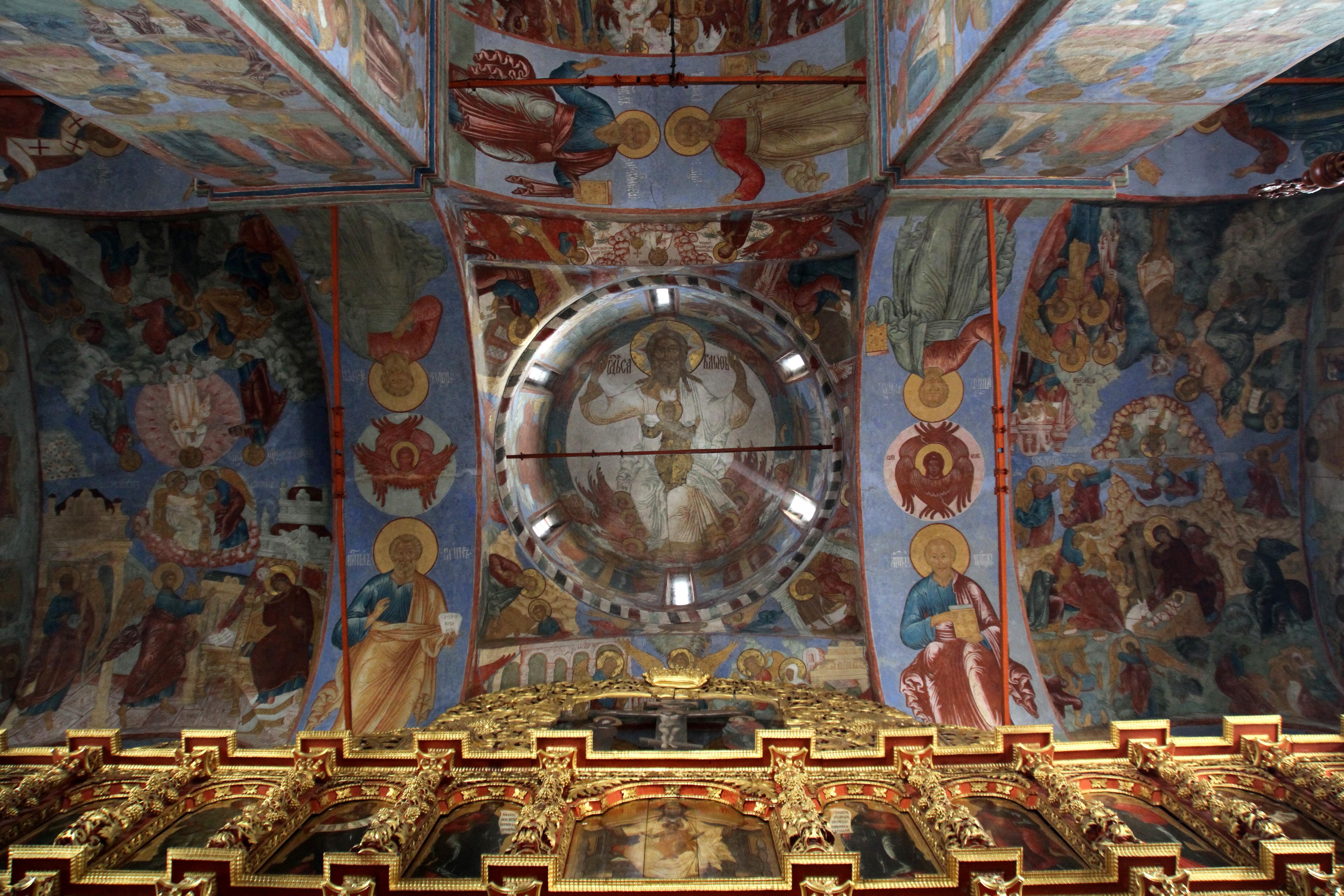
Affreschi della Cattedrale della Trinità al Monastero Ipat'ev, a Kostroma.

- Cattedrale dell'Elevazione della Croce a Tutaev, 1650;
- Chiesa della Trinità di Nikitniki a Mosca, 1653;
- Cattedrale dell'Arcangelo Michele al Cremlino di Mosca, 1659-60;
- Cattedrale della Trinità del Monastero della Trinità di Daniele a Pereslavl'-Zalesskij, 1662—68;
- Monastero dell'Epifania a Kostroma, 1667—72;
- Cattedrale della Dormizione al Cremlino di Rostov, 1670;
- Chiesa del Salvatore nella Foresta al Cremlino di Mosca (distrutta), 1678;
- Chiesa del Profeta Elia a Jaroslavl', 1680-81;
- Cattedrale della Trinità al Monastero Ipat'ev, a Kostroma, 1684;
- Cattedrale della Trasfigurazioneal Monastero di Sant'Eutimio di Suzdal', 1689

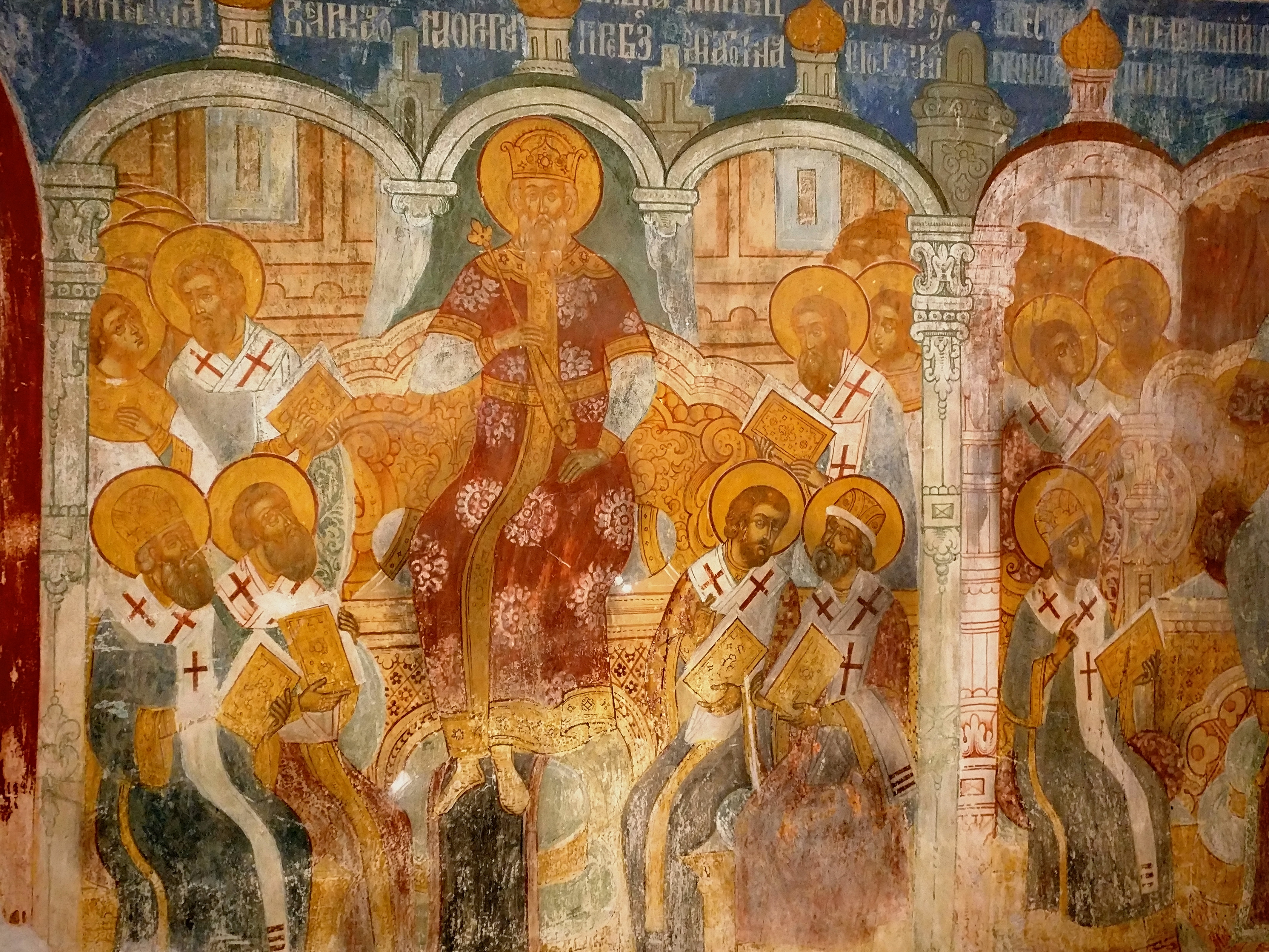
Particolare degli affreschi della Cattedrale dell'Elevazione della Croce a Tutaev
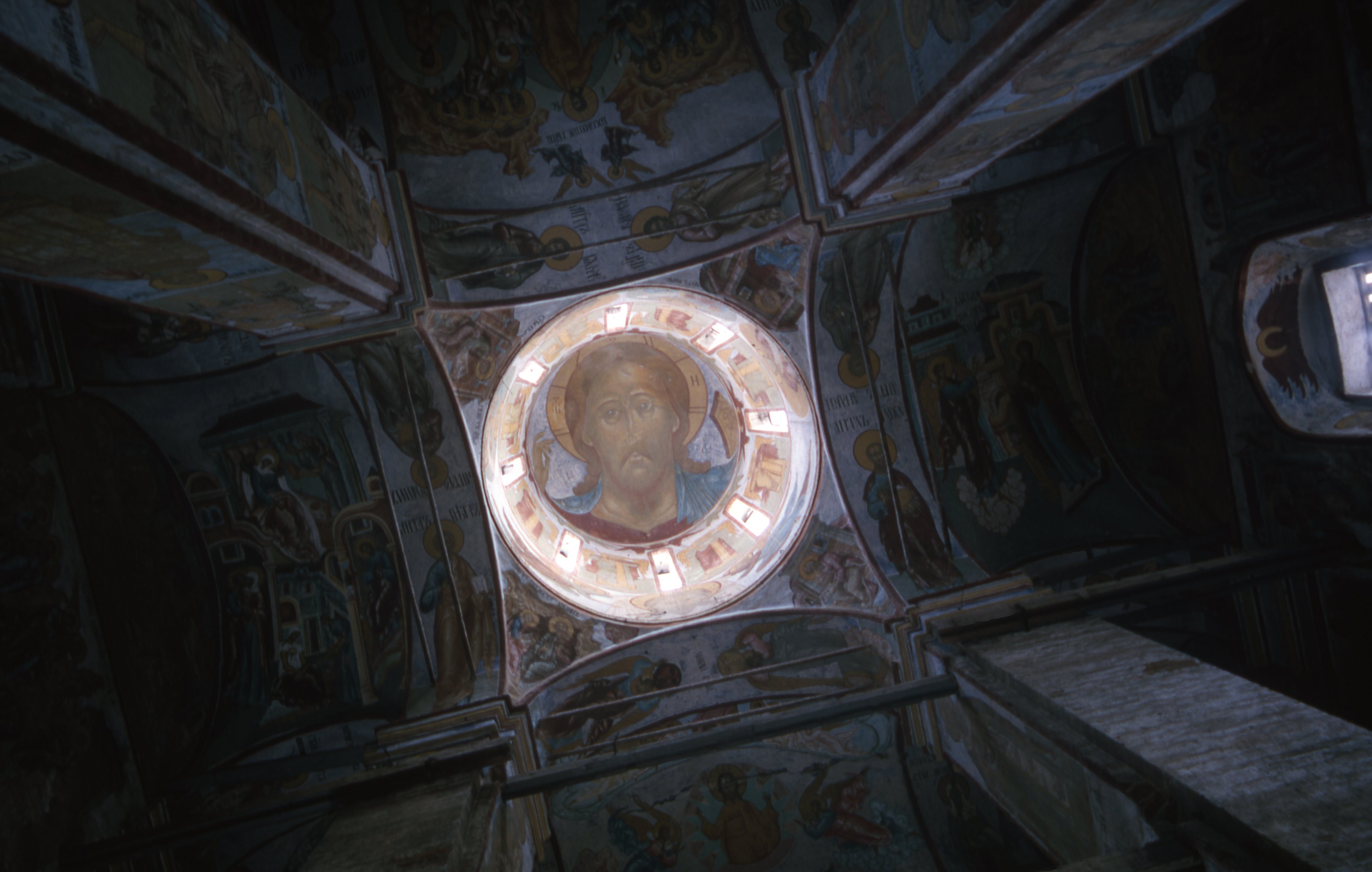
Interno della Cattedrale della Trinità del Monastero della Trinità di Daniele a Pereslavl'-Zalesskij
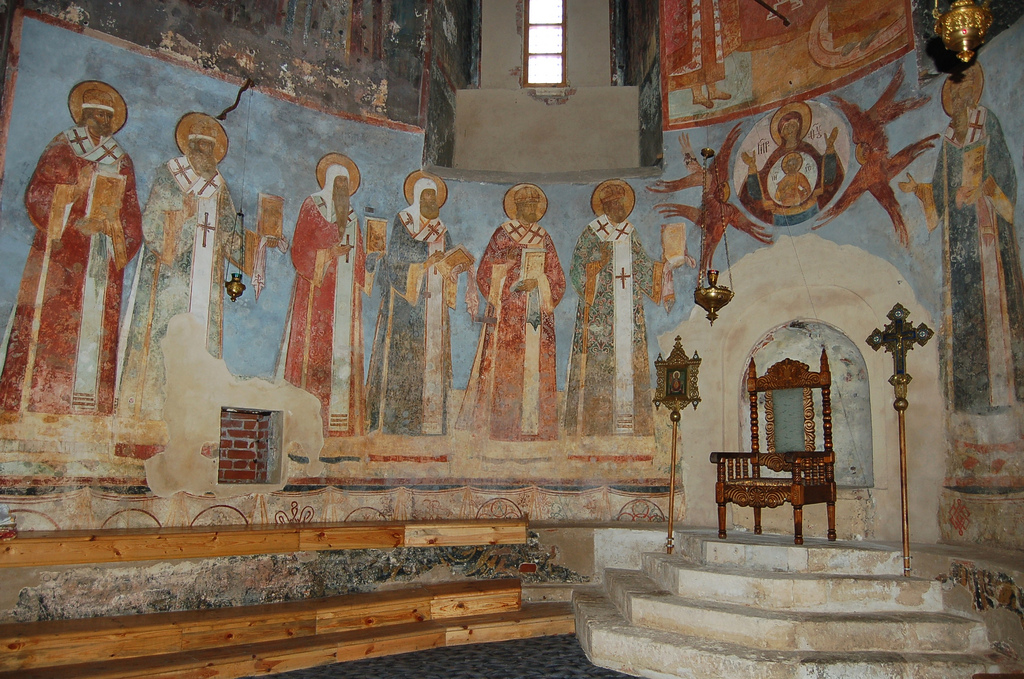
Affreschi della Cattedrale della Dormizione al Cremlino di Rostov,
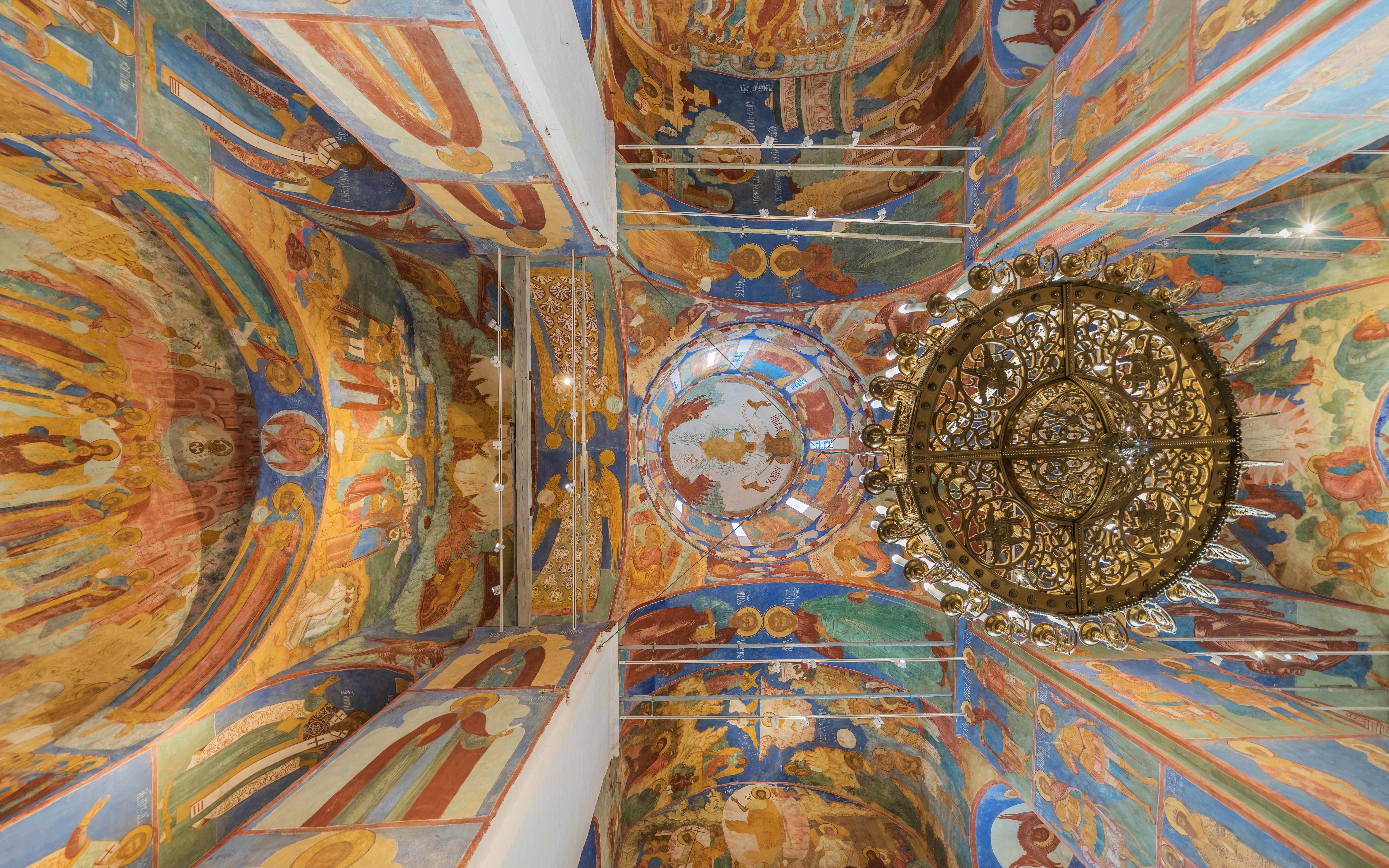
Affreschi nella Cattedrale della Trasfigurazione al Monastero di Sant'Eutimio di Suzdal'